# Französische Unihockeynationalmannschaft der Frauen
Die französische Unihockeynationalmannschaft der Frauen präsentiert Frankreich bei Länderspielen und internationalen Turnieren in der Sportart Unihockey (auch bekannt als Floorball). Die Damen nahmen erstmals 2015 an einem Qualifikations-Turnier für Weltmeisterschaft teil, nachdem die französische Meisterschaft der Damen auf die Saison 2011/12 eingeführt worden war.
2023 qualifizierte sich das Team erstmals für eine Endrundenteilnahme an der WM in Singapur dank eines 1:0-Siegs gegen Ungarn und eines Unentschiedens (2:2) gegen Italien.

## Platzierungen

### Weltmeisterschaften
| WM   | Austragungsort(e)           | Rang                                                      |
| ---- | --------------------------- | --------------------------------------------------------- |
| 1997 | Mariehamn und Godby         | nicht teilgenommen                                        |
| 1999 | Borlänge                    | nicht teilgenommen                                        |
| 2001 | Riga                        | nicht teilgenommen                                        |
| 2003 | Bern, Gümligen und Wünnewil | nicht teilgenommen                                        |
| 2005 | Singapur                    | nicht teilgenommen                                        |
| 2007 | Frederikshavn               | nicht teilgenommen                                        |
| 2009 | Västerås                    | nicht teilgenommen                                        |
| 2011 | St. Gallen                  | nicht teilgenommen                                        |
| 2013 | Brünn, Ostrava              | nicht teilgenommen                                        |
| 2015 | Tampere                     | nicht qualifiziert                                        |
| 2017 | Bratislava                  | nicht qualifiziert                                        |
| 2019 | Neuenburg                   | nicht qualifiziert                                        |
| 2021 | Uppsala                     | keine Qualifikationsturniere aufgrund der Corona-Pandemie |
| 2023 | Singapur                    | 15. Platz                                                 |